# ISO 25178
Die Normenreihe ISO 25178 beschäftigt sich mit der flächenhaften Rauheitsmessung und erlaubt eine Vielzahl an neuen Auswertungen, um Funktionen der Oberfläche besser zu beschreiben.
Diese Norm wurde vom Technischen Komitee TC213 der Arbeitsgruppe WG16 der ISO erarbeitet. Es ist die erste internationale Norm, die Messung und Spezifikation von 3D-Oberflächentexturen berücksichtigt. Im Einzelnen definiert die Norm 3D-Texturparameter und die zugehörigen Operatoren zu deren Bestimmung. Sie beschreibt auch die anwendbare Messtechnik, Kalibriermethoden und physikalische Kalibrierstandards, sowie die dafür nötige Kalibriersoftware.
Eine grundlegend neuer Bestandteil der Norm ist die Abdeckung der berührungslosen Messmethoden, die zwar schon weit in der Industrie verbreitet sind, denen aber bisher eine Norm fehlte, um Qualitätsaudits nach EN ISO 9001 durchzuführen. Die Norm führt zum ersten Mal 3D-Oberflächencharakterisierung in Bereiche ein, in denen die 2D-Profilometer seit über 30 Jahren durch Normen standardisiert wurden. Das Gleiche gilt für die damit verbundene Oberflächenmesstechnik, die nicht auf mechanisch abtastende Verfahren beschränkt ist, sondern auch Konfokalmikroskope oder Interferometer umfasst.

## DIN EN ISO 25178 – Teile
Diese Norm ist in folgende Teile aufgeteilt:
- Teil 1: Angabe von Oberflächenbeschaffenheit (Stand Dezember 2016)
- Teil 2: Begriffe und Oberflächen-Kenngrößen (Stand September 2012)
- Teil 3: Spezifikationsoperatoren (beschäftigt sich mit den Default-Einstellungen der Filter, Stand November 2012)
- Teil 6: Klassifizierung von Methoden zur Messung der Oberflächenbeschaffenheit (Stand Juni 2010)
- Teil 70: Maßverkörperungen (Stand Juni 2014)
- Teil 71: Software-Normale (Stand Januar 2018)
- Teil 72: XML-Dateiformat x3p (Festlegung des XML-Dateiformats x3p für Speicherung und Austausch von Profil- und Topographiedaten, Stand Januar 2021)
- Teil 73: Begriffe für Oberflächenfehler an Maßverkörperungen (Stand Oktober 2019)
- Teil 600: Messtechnische Merkmale für flächentopographische Messverfahren (Stand Dezember 2019)
- Teil 601: Merkmale von berührend messenden Geräten (mit Taster) (Stand Januar 2011)
- Teil 602: Merkmale von berührungslos messenden Geräten (mit chromatisch konfokaler Sonde) (Stand Januar 2011)
- Teil 603: Merkmale von berührungslos messenden Geräten (phasenverschiebende interferometrische Mikroskopie) (Stand Februar 2014)
- Teil 604: Merkmale von berührungslos messenden Geräten (Weißlicht-Interferometrie) (Stand Dezember 2013)
- Teil 605: Merkmale von berührungslos messenden Geräten (Punkt-Autofokus-Sensor) (Stand Juni 2014)
- Teil 606: Merkmale von berührungslos messenden Geräten (Fokusvariation) (Stand Dezember 2016)
- Teil 607: Merkmale von berührungslos messenden Geräten (konfokale Mikroskope) (Stand März 2019)
- Teil 700: Kalibrierung, Justierung und Verifizierung von flächenhaften Topographiemessgeräten (ISO/DIS 25178-700:2020)
- Teil 701: Kalibrierung und Normale für berührend messende Geräte (mit Taster) (Stand Januar 2011)

## Parameter in ISO 25178-2
Dieser Teil beschäftigt sich mit den möglichen Parametern. Hierzu gehören:
- Höhenparameter
- Räumliche Parameter
- Hybridparameter
- Funktionen und damit zusammenhängende Parameter
- Mischparameter

## Methoden in ISO 25178-6
Teil 6 der Normenserie beschäftigt sich mit den verfügbaren Methoden zur Messung der Rauheit, z. B.
- Tastschnittmethode (siehe DIN EN ISO 25178-601)
- Phasenschiebeinterferometrie
- Interferometrische Rundheitsprofilmessung
- Optische differentielle Profilometrie
- Kohärent scannende Interferometrie
- Konfokale Mikroskopie
- Chromatisch konfokale Mikroskopie (siehe DIN EN ISO 25178-602)
- Streifenlichtprojektion
- Fokusvariierende Mikroskopie
- Digitale holographische Mikrokopie
- Punkt-Autofokus-Profilometrie
- Winkelaufgelöste scannende Elektronenmikroskopie
- SEM-Stereoskopie
- Rastertunnelmikroskopie
- Rasterkraftmikroskopie
- Total integrierte Streuung
- Winkelauflösende Streuung
- Parallelplattenkapazitätsmethode
- Pneumatisches Messsystem

## RauheitswertSa
Die ISO 25178 definiert den flächenbezogenen Rauheitswert {\displaystyle S_{a}} über das arithmetische Mittel der Topographiehöhe {\displaystyle z\left(x,y\right)}:
{\displaystyle S_{a}={\frac {1}{A}}\iint \limits _{A}\vert z\left(x,y\right)\vert \mathrm {d} x\mathrm {d} y}
wobei {\displaystyle A} die betrachtete Oberfläche und {\displaystyle z\left(x,y\right)} die Profilhöhe ist. Die Einheit von {\displaystyle S_{a}} ist eine Länge.  Die Messung der Profilhöhe und deren Integral erfolgt über die oben genannten Methoden.